# Sarantus wallacei
Sarantus wallacei är en insektsart som beskrevs av Carl Stål. Sarantus wallacei ingår i släktet Sarantus och familjen hornstritar. Inga underarter finns listade i Catalogue of Life.